# Ghazi Abderrazzak
Ghazi Abderrazzak (arabe : غازي عبد الرزاق), né le 16 octobre 1986 à Beni Hassen, est un footballeur tunisien évoluant au poste de défenseur latéral ou axial.

## Clubs
- avant juillet 2010 : Espoir sportif de Hammam Sousse (Tunisie)
- juillet 2010-janvier 2019 : Étoile sportive du Sahel (Tunisie)
- janvier-juillet 2019 : Ohod Club (Arabie saoudite)
- juillet 2019-juillet 2023 : Club africain (Tunisie)
  - juillet-décembre 2019 : Union sportive de Ben Guerdane (Tunisie), prêt
- depuis août 2023 : Union sportive de Ben Guerdane (Tunisie)

## Palmarès
- Avec l'Étoile sportive du Sahel :
  - Champion de Tunisie en 2016
  - Vainqueur de la coupe de Tunisie en 2012, 2014 et 2015
  - Vainqueur de la coupe de la confédération en 2015